# László Szabó (attore)
László Szabó (Budapest, 24 marzo 1936) è un attore, regista e sceneggiatore ungherese.

## Biografia
Figlio di Margit Gulyás e di Béla Szabó, è nato a Budapest il 24 marzo 1936.
Nella sua carriera iniziata nel 1952, ha interpretato oltre cento film, recitando spesso anche in film-tv e in serie televisive. Ha lavorato spesso in Francia, dove è stato diretto, tra gli altri, da Jean-Luc Godard e da François Truffaut,

## Filmografia parziale
- A doppia mandata (À double tour), regia di Claude Chabrol (1959)
- Le Petit Soldat, regia di Jean-Luc Godard (1960)
- La poupée, regia di Jacques Baratier (1962)
- Il bandito delle 11 (Pierrot le fou), regia di Jean-Luc Godard (1965)
- Una storia americana (Made in U.S.A.), regia di Jean-Luc Godard (1966)
- Week End - Una donna e un uomo da sabato a domenica (Week End), regia di Jean-Luc Godard (1967)
- I muri (Falak), regia di András Kovács (1968)
- Scirocco d'inverno (Sirokkó), regia di Miklós Jancsó (1969)
- La confessione (L'Aveu), regia di Costa-Gavras (1970)
- Ad occhi bendati (Bekötött szemmel), regia di András Kovács (1975)
- Ékezet, regia di Ferenc Kardos (1977)
- Judith Therpauve, regia di Patrice Chéreau (1978)
- Rosszemberek, regia di György Szomjas (1979)
- L'ultimo metrò (Le Dernier Métro), regia di François Truffaut (1980)
- Passion, regia di Jean-Luc Godard (1982)
- Liberté la nuit, regia di Philippe Garrel (1983)
- Le notti della luna piena (Les nuits de la pleine lune), regia di Éric Rohmer (1984)
- Tolérance, regia di Pierre-Henry Salfati (1989)
- L'eau froide, regia di Olivier Assayas (1994)
- Alto basso fragile (Haut bas fragile), regia di Jacques Rivette (1995) (voce)
- Place Vendôme, regia di Nicole Garcia (1998)
- Esther Kahn, regia di Arnaud Desplechin (2000)
- I segreti degli uomini (En jouant "Dans la compagnie des hommes"), regia di Arnaud Desplechin (2003)
- I fantasmi d'Ismael (Les fantômes d'Ismaël), regia di Arnaud Desplechin (2017)